# 克洛弗代爾 (伊利諾伊州)
克洛弗代爾（英語：Cloverdale）是位於美國伊利諾伊州杜佩奇縣的一個非建制地區。該地的面積和人口皆未知。

## 地理
克洛弗代爾的座標為41°56′02″N 88°07′13″W / 41.93389°N 88.12028°W，而該地的平均海拔高度為234米（即767英尺）。